# Десетгодишна война
Десетгодишната война (на испански: Guerra de los Diez Años), известна още като Голямата война (на испански: Guerra Grande) е част от борбата на Куба за независимост от Испания.
Въстанието е ръководено от родени в Куба плантатори и богати местни жители. На 10 октомври 1868 г. собственикът на захарна фабрика Карлос Мануел де Сеспедес и неговите последователи провъзгласяват независимост, с което започва конфликтът.
Това е първата от трите освободителни войни, които Куба води срещу Испания, другите две са Малката война (1879 – 1880) и Кубинската война за независимост (1895 – 1898).

## Прелюдия

### Робство
Собствениците на кубински бизнес искат фундаментални социални и икономически реформи от Испания, която управлява колонията. Слабото прилагане на забраната за търговия с роби води до драстично увеличение на докарването на африканци, оценени на 90 000 роби от 1856 до 1860 г. Това се случва въпреки силното аболиционистко движение на острова и нарастващите разходи сред робовладелските плантатори на изток. Новите технологии и земеделски техники правят големия брой роби ненужни и непосилно скъпи. По време на икономическата криза от 1857 г. много предприятия затварят, включително много захарни плантации и рафинерии. Аболиционистката кауза набира сила, благоприятствайки постепенна еманципация на робите с финансова компенсация от Испания за робовладелците. Освен това някои плантатори предпочитат да наемат китайски имигранти като наемни работници в очакване да сложат край на робството. Преди 1870 г. повече от 125 000 са вербувани в Куба. През май 1865 г. кубинските креолски елити поставят четири искания пред испанския парламент: тарифна реформа, кубинско представителство в парламента, съдебно равенство с испанците и пълно прилагане на забраната за търговия с роби.

### Колониални политики
Испанският парламент по това време се променя - набират голямо влияние реакционните, традиционалистки политици, които възнамеряват да премахнат всички либерални реформи. Силата на военните трибунали е увеличена - колониалното правителство налага шест процента увеличение на данъка върху кубинските плантатори и предприятия. Освен това цялата политическа опозиция и пресата са заглушени. Недоволството в Куба се разпространява в огромен мащаб, тъй като механизмите за изразяването му са ограничени. Това недоволство е особено усетено от могъщите плантатори и собственици на хасиенди в източна Куба.
Провалът на последните усилия на реформистките движения, падането на "Информационното табло" и другата икономическа криза през 1866/67 г. засилват социалното напрежение на острова. Колониалната администрация продължава да прави огромни печалби, които не са реинвестирани на острова в полза на неговите жители. Испанците представляващи 8% от населението на острова, присвояват над 90% от богатството на острова. Освен това населението, родено в Куба все още няма политически права и представителство в парламента. Възраженията срещу тези условия предизвикват първото сериозно движение за независимост, особено в източната част на острова.

### Революционен заговор
През юли 1867 г. „Революционният комитет на Баямо“ е основан под ръководството на най-богатия собственик на кубински плантации Франсиско Висенте Агилера. Заговорът бързо се разпространява в по-големите градове на Ориенте, най-вече в Мансанильо, където Карлос Мануел де Сеспедес става главният герой на въстанието през 1868 г. Испанците, знаещи за антиколониалната непримиримост на Сеспедес се опитват да го принудят да се подчини, като затварят сина му Оскар. Сеспедес отказва да преговаря и Оскар е екзекутиран.

## История

### Въстание
Сеспедес и неговите последователи планират въстанието да започне на 14 октомври, но трябва да бъде започнато четири дни по-рано, защото испанците разкриват плана им. В ранната сутрин на 10 октомври Сеспедес издава вика за независимост, „Манифеста от 10 октомври“ в Ла Демахагуа, който сигнализира началото на всеобщо военно въстание срещу испанското управление в Куба. Сеспедес освобождава робите си и ги моли да се присъединят към борбата. 10 октомври днес се чества в Куба като национален празник под името Grito de Yara („Плачът на Яра“).
През първите няколко дни въстанието почти се проваля: Сеспедес възнамерява да окупира близкия град Яра на 11 октомври. Въпреки този първоначален неуспех, въстанието в Яра е подкрепено в различни региони на провинция Ориенте и движението за независимост продължава да се разпространява в източна Куба. На 13 октомври революционерите освобождават осем града в провинцията, които благоприятстват бунта и придобиването на оръжие. До края на октомври въстанието включва около 12 000 доброволци.

### Военни отговори
Същия месец Максимо Гомес научава кубинските сили коя да бъде най-смъртоносната им тактика: атаката с мачете. Той е бивш кавалерийски офицер от испанската армия в Доминиканската република. Силите са научени да комбинират използването на огнестрелни оръжия с мачете за двойна атака срещу испанците. Когато испанците (следвайки тогавашната стандартна тактика) оформят каре, те са уязвими от огъня с пушки от пехотата под прикритие и огъня от пистолети и карабини от нападналата кавалерия. В случая, както при Хаитянската революция, европейските сили претърпяват най-много жертви, поради жълта треска, тъй като войските, родени в Испания нямат придобит имунитет към тази ендемична тропическа болест на острова.

### Манифест от 10 октомври
Карлос Мануел де Сеспедес призовава мъжете от всички раси да се присъединят към битката за свобода. Той издига новото знаме на независима Куба и удря камбаната на мелницата, за да отпразнува прокламирането от стълбите на захарната фабрика на манифеста, подписан от него и 15 други. В него се описва лошото отношение на Испания към Куба и след това се изразяват целите на движението:

„Нашата цел е да се насладим на предимствата на свободата, за чиято употреба Бог е създал човека. Ние искрено изповядваме политика на братство, толерантност и справедливост и да считаме всички хора за равни и да не изключваме никого от тези предимства, дори и испанците, ако решат да останат и да живеят мирно сред нас.
Нашата цел е хората да участват в създаването на закони, както и в разпределението и инвестирането на приносите.
Нашата цел е да премахнем робството и да компенсираме тези, които заслужават обезщетение. Търсим свобода на събранията, свобода на печата и свобода да върнем честното управление; и да почитат и практикуват неотменимите права на хората, което е в основата на независимостта и величието на един народ.
Нашата цел е да отхвърлим испанското иго и да създадем свободна и независима нация...
Когато Куба стане свободна, тя ще има конституционно правителство, създадено по просветен начин.“

### Ескалация
След три дни битка, революционерите певземат важния град Баямо. В ентусиазма от тази победа поетът и музикант Педро Фигередо композира националния химн на Куба „La Bayamesa“. Първото правителство на Републиката с оръжие, оглавявано от Сеспедес е установено в Баямо. Градът е превзет от испанците след 3 месеца на 12 януари, но боевете го изпепеляват до основи.
Войната се разпространява в Ориенте: на 4 ноември 1868 г. Камагуей се надига на оръжие, а в началото на февруари 1869 г. го последва Лас Вилас. Въстанието не е подкрепено в най-западните провинции Пинар дел Рио, Хавана и Матансас. Верен поддръжник на бунта е Хосе Марти, който на 16-годишна възраст е задържан и осъден на 16 години тежък труд. По-късно е депортиран в Испания. В крайна сметка той се развива като водещ латиноамерикански интелектуалец и най-големият национален герой на Куба, нейният основен архитект на Кубинската война за независимост от 1895 – 1898 г.
След някои първоначални победи и поражения, през 1868 г. Сеспедес заменя Гомес начело на кубинската армия с американския генерал Томас Джордан, ветеран от армията на Конфедеративните щати в Гражданската война в САЩ. Той води добре оборудвани войски, но разчитането на генерал Джордан на редовни тактики, макар и първоначално ефективни, прави семействата на кубинските революционери твърде уязвими за тактиката на „етническо прочистване“ на безмилостния Блас Вилате, граф на Валмаседа. Валериано Вайлер във войната от 1895 – 1898 г. се бие заедно с граф Балмаседа.
След като генерал Джордан се връща в САЩ, Сеспедес отново назначава Максимо Гомес в командването си. Постепенно ново поколение квалифицирани изпитани в битки кубински командири се издигат от редиците, включително Антонио Масео, Хосе Масео, Каликсто Гарсия, Висенте Гарсия Гонсалес и Федерико Фернандес Кавада. Израснал в Съединените щати и с майка американка, Фернандес Кавада служи като полковник в армията на Съюза по време на Гражданската война в САЩ. Неговият брат Адолфо Фернандес Кавада също се присъединява към кубинската борба за независимост. На 4 април 1870 г. старшият Федерико Фернандес Кавада е назначен за главнокомандващ на всички кубински сили.
Заради ескалиращото насилие след първата година от войната около 100 000 кубинци напускат страната. Най-общо казано, достатъчно богатите се заселват в Европа или в северните градове на Америка като Ню Йорк, Филаделфия или Бостън. Междувременно по-бедните работници се преместват в южна Флорида, първо се установяват в Кий Уест, а след това в Тампа.

### Учредително събрание
На 10 април 1869 г. в град Камагуей се провежда учредително събрание. То има за цел да осигури на революцията по-голямо организационно и правно единство с представители на присъединилите се към въстанието области. Събранието обсъжда дали централизирано ръководство трябва да отговаря както за военните, така и за цивилните въпроси или трябва да има разделение между цивилното правителство и военното ръководство, като последното е подчинено на първото. Преобладаващото мнозинство гласува за варианта за разделяне. Сеспедес е избран за президент на това събрание и генерал Игнасио Аграмонте и Антонио Самбрана, главните автори на предложената конституция, са избрани за секретари. След приключване на работата си Събранието се възстановява като Камара на представителите и върховна власт на държавата. Те избират Салвадор Сиснерос Бетанкур за президент, Мигел Херонимо Гутиерес за вицепрезидент и Аграмонте и Самбрана за секретари. Сеспедес е избран на 12 април 1869 г. като първия президент на Републиката с оръжие, а генерал Мануел де Кесада (който се е сражавал в Мексико под ръководството на Бенито Хуарес по време на френското нахлуване) за началник на въоръжените сили.

### Испански репресии
До началото на 1869 г. испанското колониално правителство не успява да постигне споразумение с въстаническите сили; те започват война на изтребление. Колониалното правителство приема няколко закона: арестуваните водачи и сътрудници на революционерите трябва да бъдат екзекутирани на място, корабите, превозващи оръжие да бъдат конфискувани и всички лица на борда незабавно екзекутирани, мъже на 15 и повече години, заловени извън техните плантации или места на пребиваване, без оправдание незабавно екзекутирани.
Освен на собствената си армия, правителството разчита на Доброволния корпус, милиция, наета няколко години по-рано за да се изправи пред обявената инвазия от Нарсисо Лопес. Неговите сили екзекутират осем студенти от университета в Хавана на 27 ноември 1871 г.
Друг доброволчески корпус е сформиран от германци, така нареченият "Club des Alemanes". Председателстван от Фернандо Хайдрих, комитет от германски търговци и земевладелци създава войска за да защитава своите притежания през 1870 г. Първоначално неутрална сила, както е наредено от Ото фон Бисмарк в телеграма до консула Луис Уил те подкрепят правителството.

### Политически борби
Игнасио Аграмонте е убит от случаен куршум на 11 май 1873 г. и е заменен в командването на централните войски от Максимо Гомес. Поради политически и лични разногласия и смъртта на Аграмонте, Събранието сваля Сеспедес като президент, заменяйки го със Сиснерос. Аграмонте е осъзнал, че неговата мечтана конституция и правителство не са подходящи за Кубинската република с оръжия, което е причината той да напусне поста секретар и да поеме командването на региона Камагуей. Той става привърженик на Сеспедес. По-късно Сеспедес е изненадан и убит на 27 февруари 1874 г. от бързо движещ се патрул на испански войски. Новото кубинско правителство го е оставило само с един ескорт и отказва разрешение да напусне Куба за САЩ, откъдето възнамерява да помогне в подготовката и изпращането на въоръжени експедиции.

### Продължаване на войната
Дейностите в Десетгодишната война достигат своя връх през годините 1872 и 1873, но след смъртта на Аграмонте и Сеспедес кубинските операции са ограничени до регионите на Камагуей и Ориенте. Гомес започва нахлуване в западна Куба през 1875 г., но по-голямата част от робите и богатите производители на захар в региона не се присъединяват към въстанието. След като неговият най-доверен генерал, американецът Хенри Рийв е убит през 1876 г., Гомес прекратява кампанията си.
Усилията на Испания да се бие са възпрепятствани от гражданската война (Третата карлистка война), която избухва в Испания през 1872 г. Когато гражданската война приключва през 1876 г. правителството изпраща още испански войски в Куба, докато те наброяват повече от 250 000 души.

### Неуспешно въстание
Дълбоките разделения сред революционерите по отношение на тяхната организация на правителството и армията стават по-изразени след събранието на Гуаймаро, което води до уволнението на Сеспедес и Кесада през 1873 г. Испанците използват регионалните разделения, както и страховете, че робите на Матансас ще нарушават слабия съществуващ баланс между бели и черни. Испанците променят политиката си спрямо мамбизите, предлагайки амнистии и реформи.
Мамбизите не надделяват поради редица причини: липса на организация и ресурси; по-ниско участие на белите; вътрешен расистки саботаж (срещу Масео и целите на Освободителната армия); невъзможността да се пренесе войната в западните провинции (по-специално Хавана); и съпротивата на правителството на САЩ срещу кубинската независимост. САЩ продават най-новите оръжия на Испания, но не и на кубинските революционери.

### Мирни преговори
Томас Естрада Палма наследява Хуан Баутиста Споторно като президент на Републиката с оръжие. Естрада Палма е заловен от испанските войски на 19 октомври 1877 г. В резултат на последователни нещастия на 8 февруари 1878 г. конституционните органи на кубинското правителство са разпуснати; останалите лидери сред революционерите започват преговори за мир в Санхон, Пуерто Принсипи.
Генерал Арсенио Мартинес Кампос, отговарящ за прилагането на новата политика пристигна в Куба. Отнема му близо две години за да убеди повечето от революционерите да приемат пакта от Санхон. той е подписан на 10 февруари 1878 г. от комисия за преговори. Документът съдържа повечето от обещанията, дадени от Испания. Десетгодишната война приключва, с изключение на съпротивата на малка група в Ориенте, водена от генерал Гарсия и Антонио Масео, които протестират в Лос Мангос де Барагуа на 15 март.

## Последици

### Договор от Санхон
Съгласно условията на договора са създадени конституция и временно правителство, но революционният ентусиазъм вече го няма. Временното правителство убеждава Масео да се откаже и с неговата капитулация войната приключва на 28 май 1878 г. Много от завършилите Десетгодишната война стават главни фигури във Войната за независимост на Куба, която започна през 1895 г. Сред тях са братята Масео, Максимо Гомес, Каликсто Гарсия и други.
Договорът от Санхон обещава различни реформи за подобряване на финансовото положение на жителите на Куба. Най-значимата реформа е освобождаването на всички роби, воювали за Испания. Премахването на робството е предложено от революционерите и много хора, лоялни на Испания също искат да го премахнат. Накрая през 1880 г. испанският законодател премахва робството в Куба и други колонии под формата на постепенно премахване. Законът изисква робите да продължат да работят за своите господари в продължение на няколко години в един вид обвързано робство, но господарите са длъжни да плащат на робите за тяхната работа.

### Оставащи напрежения
След края на войната напрежението между жителите на Куба и испанското правителство продължава 17 години. Този период, наречен „Награждаващото примирие“ включва избухването на Малката война (La Guerra Chiquita) между 1879 и 1880 г. Революционерите в този конфликт стават поддръжници на Хосе Марти, най-страстният от тях, избрал изгнанието пред испанското управление. Общо около 200 000 души загиват в конфликта. Заедно с тежката икономическа депресия на целия остров, войната опустошава кафеената индустрия, а американските мита сериозно вредят на кубинския износ.

## Literatura
- Clodfelter, M. Warfare and Armed Conflicts: A Statistical Encyclopedia of Casualty and Other Figures, 1492–2015. 4th.   McFarland, 2017. ISBN 978-0-7864-7470-7.
- Navarro, José Cantón. History of Cuba: The Challenge of the Yoke and the Star.   Havana, Cuba, Editorial SI-MAR S. A., 1998. ISBN 959-7054-19-1.
- Perez Jr., Louis A. Cuba: Between Reform and Revolution.   New York, Oxford University Press, 1988.

|  | Тази страница частично или изцяло представлява превод на страницата Ten Years' War в Уикипедия на английски. Оригиналният текст, както и този превод, са защитени от Лиценза „Криейтив Комънс – Признание – Споделяне на споделеното“, а за съдържание, създадено преди юни 2009 година – от Лиценза за свободна документация на ГНУ. Прегледайте историята на редакциите на оригиналната страница, както и на преводната страница, за да видите списъка на съавторите. ВАЖНО: Този шаблон се отнася единствено до авторските права върху съдържанието на статията. Добавянето му не отменя изискването да се посочват конкретни източници на твърденията, които да бъдат благонадеждни. |